# كريس ماكنزي (لاعب كرة قدم أمريكية)
كريس ماكنزي (بالإنجليزية: Chris McKenzie)‏ هو لاعب كرة قدم أمريكية أمريكي، ولد في 17 مارس 1982 في نيويورك في الولايات المتحدة.

## وصلات خارجية
- كريس ماكنزي على موقع مرجع كرة القدم المحترفة.كوم (الإنجليزية)
- كريس ماكنزي على موقع JustSportsStats.com (الإنجليزية)